# Сёстры Бронте (фильм)
«Сёстры Бро́нте» (фр. Les Soeurs Brontë) — один из самых известных фильмов о жизни знаменитых писательниц сестёр Бронте, снятый в 1979 году. Главные роли исполнили Мари-Франс Пизье, Изабель Аджани, Изабель Юппер и Паскаль Греггори.

## Сюжет
Четверо юных Бронте — Шарлотта, Бренуэлл, Эмили и Энн — живут в небольшой и отдалённой от центра деревне. Вместе с ними проживает и их старый отец — англиканский пастор Патрик, стойкая незамужняя тётя — Элизабет Бренуэлл и Табби, горничная, присматривающая за домом. В своих горестях и радостях они всегда полагаются друг на друга. Сёстры наделены литературным талантом, а брат — искусный художник. Бренуэлл хочет профессионально выучиться на живописца, но дело доходит лишь до знакомства с Лейландом, другим художником. Эмили любит гулять среди унылых торфяников, которые окружают деревню. Энн, самая молодая, является для них всех компаньонкой. Шарлотта, более целеустремлённая, чем другие, уговаривает тётю отдать часть денег племянницам, чтобы те поехали в Бельгию изучать французский язык. По замыслу Шарлотты, после возвращения сёстры смогут открыть школу для девочек. Шарлотта и Эмили едут в Брюссель. В Бельгии Шарлотта влюбляется в своего учителя месье Эже, к тому времени уже женатого. Эмили также приходится нелегко — девушка является постоянным объектом насмешек со стороны католических одноклассников. Тем временем, в Англии, Энн находит работу гувернанткой, занимаясь образованием девочки из богатой семьи Робинсон.
В это время в Хауорте умирает тётя Элизабет, и лишь один Бренуэлл остаётся с ней до последнего вздоха. Её смерть заставляет девушек возвратиться домой. Эмили утешает брата и ведёт его в местную таверну. Шарлотта томится от любви и надеется возвратиться как можно скорее обратно в Брюссель. Энн устраивает Бренуэлла в тот же дом Робинсонов, но уже учителем живописи для мальчика. Хозяин дома, мистер Робинсон, регулярно оскорбляет брата и сестру. Миссис Робинсон, кокетливая и неудовлетворённая, начинает заманивать Бренуэлла в свои сети. Когда Энн узнаёт об этих отношениях, то оставляет работу и возвращается домой. Теперь в Хауорте двое разбитых сердец: Бренуэлла и Шарлотты. После смерти мистера Робинсона его вдова присылает возлюбленному письмо, в котором сообщает о вынужденном разрыве. Эмоциональный юноша начинает пить и становится зависимым от опиума.
Шарлотта обнаруживает стихи Эмили и, глубоко впечатлённая, убеждает сестру издать их. Вскоре каждая из девушек издаёт свои стихи, а позже и роман. Роман Эмили «Грозовой перевал» встречен особенно резко. Однако стихи, опубликованные под псевдонимами Каррера, Эллиса и Эктона Белл, не дают утихнуть лондонским литературным кругам. Всевозможные предположения о поле и идентичности авторов романов вынуждают Шарлотту и Энн отправиться в Лондон и представиться издателю мистеру Смиту лично.
Состояние Бренуэлла ухудшается, и молодой человек умирает от маразма, усиленного пьянством. Эмили, простудившаяся на похоронах брата и заболевшая туберкулёзом, отказывается от лечения и продолжает заниматься домашними хлопотами. Когда она наконец соглашается послать за доктором, оказывается слишком поздно, и она умирает. Энн также неизлечимо больна туберкулезом. Выполняя последнее желание младшей сестры, Шарлотта отвозит её к океану, где Энн и умирает.
Шарлотта — единственная оставшаяся в живых Бронте. Она занимается литературным творчеством и выходит замуж за мистера Николлса, викария — преемника её отца. В компании супруга и своего издателя мистера Смита Шарлотта посещает оперу в Лондоне, где встречает известного писателя-прозаика Уильяма Теккерея.

## В ролях
- Мари-Франс Пизье — Шарлотта Бронте
- Изабель Аджани — Эмили Бронте
- Изабель Юппер — Энн Бронте
- Паскаль Греггори — Бренуэлл Бронте
- Патрик Мэги — Патрик Бронте
- Элен Сюржер — миссис Робинсон
- Ролан Бертен — мистер Николлс
- Алис Саприч — тётя Элизабет Бренуэлл
- Ксавье Депра — месье Эже
- Адриен Брин — мистер Робинсон
- Жюльен Керри — мистер Смит
- Ренне Годдард — горничная Табби
- Жан Сорель — Лейланд
- Ролан Барт — Уильям Теккерей
- Паскаль Боницер
- Питер Мартин
- Элизабет Микери
- Тедди Тёрнер
- Джон Уэлш

## DVD
Фильм вышел на DVD лишь дважды — в Испании на французском языке с испанскими субтитрами, а также в Швеции в 2009 году как часть коллекционного издания с другими фильмами-биографиями о Бронте.